# Guthalu, Mandya
Guthalu là một làng thuộc tehsil Mandya, huyện Mandya, bang Karnataka, Ấn Độ.